# Force d'oscillateur
En spectroscopie la force d'oscillateur est une quantité sans dimension permettant de calculer la probabilité de transition entre deux niveaux d'un atome ou d'une molécule. Elle est le facteur multiplicatif qui permet de passer de la donnée résultant de la description classique par un oscillateur mécanique résonant à celle donnée par la mécanique quantique,,.

## Force d'oscillateur
Pour un rayonnement dipolaire la force d'oscillateur pour la transition de fréquence {\displaystyle \textstyle |\nu _{ij}|} entre deux états {\displaystyle \textstyle |\psi _{\alpha }\rangle } s'écrit
{\displaystyle f_{ij}={\frac {8\pi ^{2}m_{e}\nu _{ij}}{3he^{2}}}{\frac {S_{ij}}{g_{i}}}\,,\quad S_{ij}=|\langle \psi _{i}|\mathbf {\mu } |\psi _{j}\rangle |^{2}\,,\quad \mu =e\mathbf {r} \,,\quad \nu _{ij}={\frac {1}{h}}(E_{j}-E_{i})\in \mathbb {R} }
où {\displaystyle \textstyle m_{e}} est la masse de l'électron, {\displaystyle \textstyle e} sa charge, {\displaystyle \textstyle h} la constante de Planck, {\displaystyle \textstyle g} la dégénérescence du niveau d'énergie {\displaystyle \textstyle E}, {\displaystyle \textstyle \mathbf {\mu } } l'opérateur moment dipolaire fonction de la position {\displaystyle \textstyle \mathbf {r} } de l'électron et {\displaystyle \textstyle S_{ij}} la force de raie (unité C2 m2), carré du moment dipolaire.
Cette quantité peut être calculée par la méthode de Hartree-Fock ou la DFT.
La microréversibilité, directement déduite de la relation ci-dessus ({\displaystyle \textstyle S_{ji}=S_{ij}}), permet d'écrire
{\displaystyle g_{j}f_{ji}=-g_{i}f_{ij}}
Par ailleurs la règle de sommation sur les états de Thomas–Reiche–Kuhn,, énonce que
{\displaystyle \forall i\quad \sum _{j\neq i}f_{ij}=N}        avec {\displaystyle \textstyle N} étant le nombre d'électrons du système.

## Lien avec d'autres quantités, données
La force d'oscillateur est liée aux coefficients d'Einstein par :
{\displaystyle A_{ij}={\frac {2\pi e^{2}\nu _{ij}^{2}}{\epsilon _{0}m_{e}c^{3}}}{\frac {g_{i}}{g_{j}}}f_{ij}}
où {\displaystyle \textstyle c} est la vitesse de la lumière.
Il existe diverses bases de données qui listent des valeurs de {\displaystyle \textstyle f_{ij}} ou {\displaystyle \textstyle A_{ij}}, par exemple le catalogue NIST, HITRAN ou d'autres.